# Napisten Hava (album)
A Napisten Hava a Dalriada együttes 2012-ben megjelent, folk-metal stílusú albuma. A lemezen tíz dal, egy intro és egy outro kapott helyet.

## Az album dalai
1. Intro / Felcsíki Lassú Csárdás
2. A Dudás
3. Tündérkert
4. Napom, Fényes Napom
5. Napisten Hava
6. Julianus Útja
7. Puszta Föld
8. Hunyadi Es Kapisztrán Nándorfehérvári Diadaláról (Saltarello)
9. Hírhozó
10. Borivók Éneke
11. A Juhászlegény Balladája
12. Gyimesi / Outro

## Közreműködők
- Binder Laura – ének
- Ficzek András – gitár, ének
- Németh-Szabó Mátyás – gitár
- Molnár István – basszusgitár
- Ungár Barnabás – billentyűs hangszerek, vokál
- Rieckmann Tadeusz – dob, ének, vokál

Vendégzenészek
- Fajkusz Attila – hegedű, ének
- Szőke Gergely – brácsa, koboz, akusztikus gitár
- Szőke Ernő – nagybőgő, ütőgardon, ének